# Dent de Valerette
La dent de Valerette est un sommet des Alpes suisses qui culmine à 2 058 mètres d'altitude.

## Toponymie

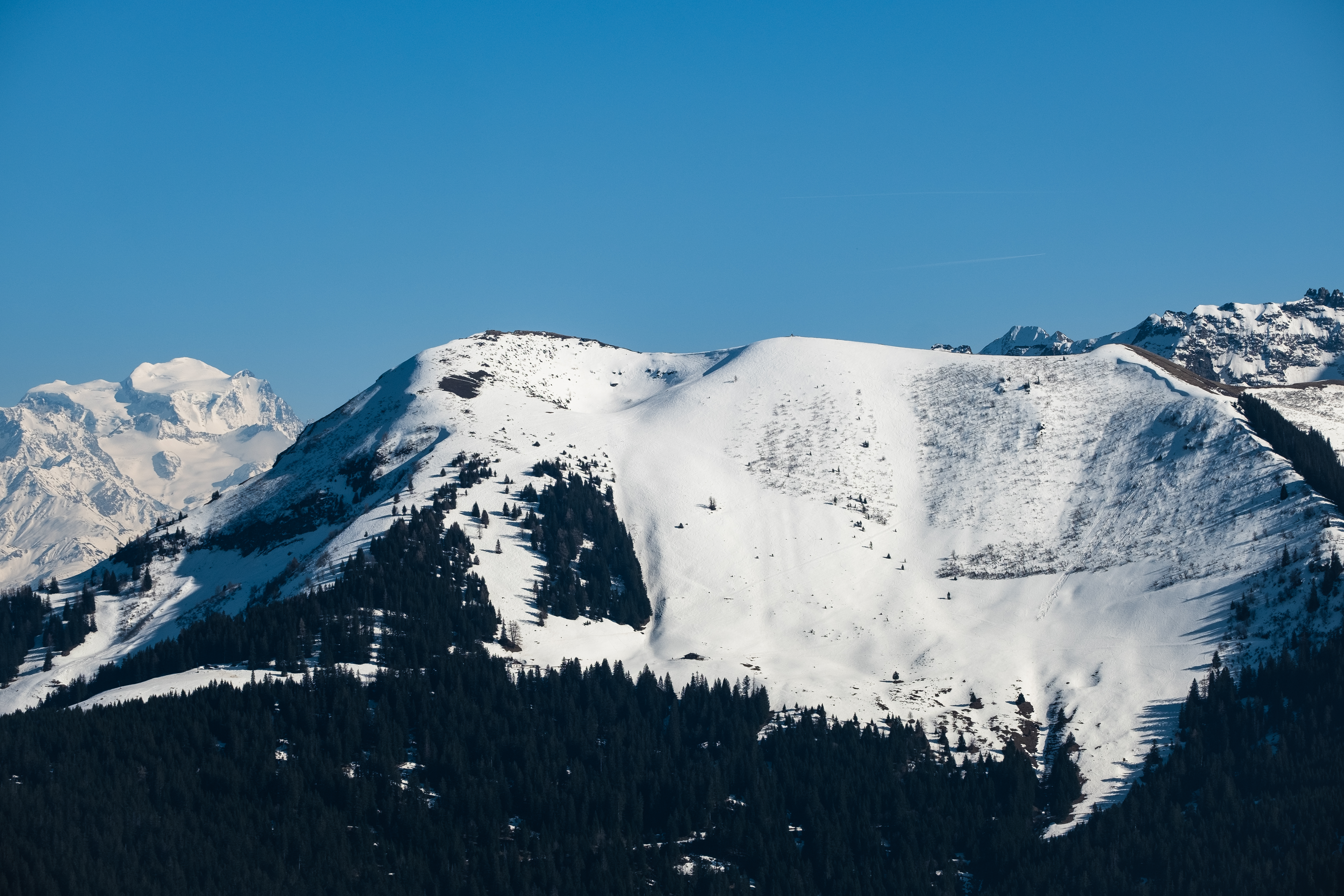
La dent de Valerette vue depuis le bas de la pointe de Bellevue.

Le toponyme « Valerette » est un diminutif du nom de la dent de Valère. Ce dernier vient de l'occitan « valeria » et du latin « vallis » signifiant « vallon ». « Valerette » signifie ainsi « petit vallon ».

## Situation
Ce sommet est situé à la limite des communes de Massongex, de Monthey et de Vérossaz.